# Sabil (Iran)
Sabil – wieś w Iranie, w ostanie Azerbejdżan Zachodni, w szahrestanie Takab. W 2006 roku liczyła 872 mieszkańców.